# Andronik Rodoski
Andronik s Rodosa (грч. Ἀνδρόνικος ὁ Ῥόδιος;  60. p. n. e.), latinizovano Andronikus Rodijus (лат. Andronicus Rhodius), bio je peripatetik (jedanaesti sholarh). Izdao je Aristotelova pedagoška dela i ujedno ispitivao njihovu autentičnost. Takođe, spada u mnoštvo manje ili više uspešnih komentatora istih dela.

## Spoljašnje veze
- (jezik: engleski)